# Agiopigí
Agiopigí är en ort i Grekland.   Den ligger i prefekturen Nomós Kardhítsas och regionen Thessalien, i den centrala delen av landet, 210 km nordväst om huvudstaden Aten. Agiopigí ligger 126 meter över havet och antalet invånare är 420.
Terrängen runt Agiopigí är platt åt nordost, men åt sydväst är den kuperad.Runt Agiopigí är det glesbefolkat, med 16 invånare per kvadratkilometer. Närmaste större samhälle är Karditsa, 5,1 km norr om Agiopigí. Trakten runt Agiopigí består till största delen av jordbruksmark.